# 生駒家長
生駒 家長（いこま いえなが）は、戦国時代から江戸時代初期にかけての武将。生駒家宗の子。生駒吉乃（織田信長側室）の兄。小折城主。

## 概要
初め犬山城主・織田信清の配下であった。その後、妹の吉乃（類）が織田信長に見初められ側室に迎えられ、縁戚関係を結んだため、父と共に信長の家臣となり馬廻りとして仕えた。浮野の戦い、桶狭間の戦いなどで軍功を挙げた。元亀元年（1570年）4月、信長の越前国攻めに従軍した際、突きかかってきた敵から信長を身を挺して守り、負傷したといわれる。同年の姉川の戦いにも従軍。
本能寺の変後は、信長の次男織田信雄に仕え、1300貫文を領した。小牧・長久手の戦いでは長島城代をつとめる。信雄が追放されると浪人し、豊臣秀吉に仕え天正18年（1590年）、秀吉の小田原征伐に従軍。秀吉死後、徳川家康の四男松平忠吉の尾張入府の案内を任された際、そのまま尾張国に留まって家臣となり、1954石を知行した。

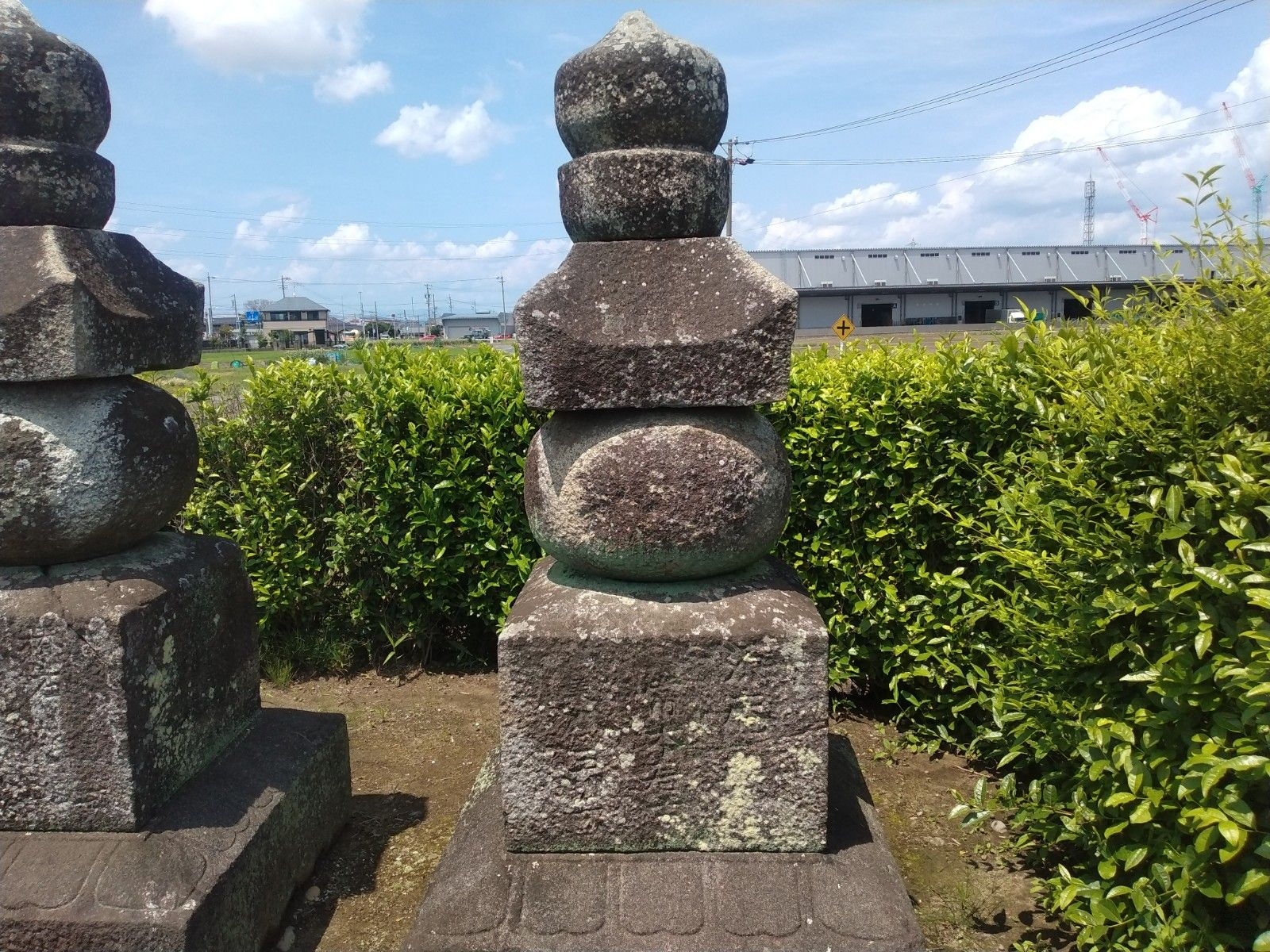
生駒家長の墓(江南市宝頂山墓地)

慶長12年（1607年）1月7日に死去。戒名は源庵常本居士。墓所は愛知県江南市の宝頂山墓地。
家督は三男の善長が継ぐ。その後四男の利豊が継ぎ、後の尾張藩主となる家康の九男徳川義直に仕え、子孫は尾張藩士として幕末まで続いた。三男の善長は利豊に家督を譲ったあと、妹・慈光院（ヒメ）の嫁ぎ先蜂須賀家に招かれ、子孫は徳島藩の代々中老家、阿波生駒家として続いている。

## 登場作品
テレビドラマ
- 織田信長 天下を取ったバカ（1998年、演：永島敏行）